# Jacob Sönnerberg
Jacob Sönnerberg, född 22 augusti 1768 i Långlöts socken i Kalmar län, död 26 maj 1847 i Lund, var en svensk läkare.
Sönnerberg blev 1801 medicine doktor vid Lunds universitet på avhandlingen Quaestio physiologica quae et qualis est musculorum vis formam ossium mutandi och var från 1818 professor i praktisk medicin där. Han var rektor för universitetet 1827–1828.